# ناثان بادل
ناثان بادل (بالإنجليزية: Nathan Buddle)‏ هو لاعب كرة قدم بريطاني في مركز الدفاع، ولد في 29 سبتمبر 1993 في نورثمبرلاند في المملكة المتحدة. لعب مع نادي غيتزهد ونادي كارلايل يونايتد ونادي هارتلبول يونايتد.

## وصلات خارجية
- ناثان بادل على موقع قاعدة بيانات كرة القدم.إي يو (الإنجليزية)
- ناثان بادل على موقع Soccerbase.com (لاعب) (الإنجليزية)